# Карвиде
Карвиде (порт. Carvide) — район (фрегезия) в Португалии,  входит в округ Лейрия. Является составной частью муниципалитета  Лейрия. По старому административному делению входил в провинцию Бейра-Литорал. Входит в экономико-статистический  субрегион Пиньял-Литорал, который входит в Центральный регион. Население составляет 2913 человек на 2001 год. Занимает площадь 17,31 км².
Покровителем района считается Святой Лоренсо (порт. S. Lourenço). 